# ホリスター (カリフォルニア州)
ホリスター（英: Hollister）は、アメリカ合衆国カリフォルニア州北部サンベニト郡の都市であり同郡の郡庁所在地である。人口は4万1678人（2020年）。ホリスターは主に農業の町であり、ワイン、アプリコット、オリーブ、ザクロなどを生産している。

## 歴史
ムツン・オローニ族インディアンがホリスターとなった地域の最初に知られた住人だった。
ホリスターの町はモントレー郡の中にあり、1868年11月19日に設立された時は、ウィリアム・ウェレス・ホリスター（1818年-1886年）が作ったサンフスト・ホームステッド協会がサンフストと名付けるつもりだった。協会のメンバーでナパのワイン製造者ヘンリー・ハーガンがこれに反対した。ハーガンは、カリフォルニアの地名がスペインの聖人の名前を採ったものが多いと主張し、州は町の名前をそれほど聖人ではない者に因んで名付けるべきだと提案した。ホリスターは1872年8月29日に市制を執行した。ホリスターを含むサンベニト郡の西部は1874年にモントレー郡から分離した。郡は1887年に東方に拡大し、マーセド郡とフレズノ郡の一部を吸収した。

## 地質

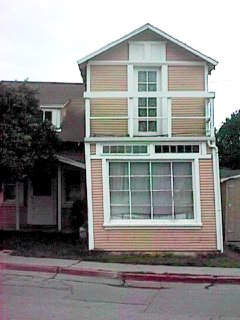
カラベラス断層の上にあった結果として構造的に歪を生じた家屋

ホリスターは世界のどこよりもクリープ断層の良い例となっているので、地質学者の間で広く知られている。カラベラス断層（サンアンドレアス断層の支流）が市内を南北にロカスト・アベニューとパウェル通りのあたりで横切っている。断層を東西に横切る通りは目視できる段差がある。この断層は数軒の家屋の真下を通っている。それら家屋が目に見えて曲がっていたとしても、所有者はその基礎の移動に耐えられるような補強をしたので、現在でも住むことができる。1989年のロマ・プリータ地震の後で町には広範な被害があったが、これはサンアンドレアス断層の滑りによるもので、カラベラス断層のクリープによるものではなかった。
ホリスターはカリフォルニア州の町で「世界の地震の首都」を自称する3つのうちの1つであり、また世界の干草の首都も自称し、カリフォルニア州の宝石ベニトイトの産地、世界で最も足の数が多いヤスデの生息地で、ピナクルズ国立保護区があり、また「天然物」に基づく町である。他に「世界の地震の首都」を自称する町はフレズノ郡のコーリンガとモンテレー郡のパークフィールドである。

## 人口動態
以下は2000年の国勢調査による人口統計データである。
| 基礎データ - 人口: 34,413人 - 世帯数: 9,716世帯 - 家族数: 8,044家族 - 人口密度: 2,022.4人/km2（5,237.7人/mi2） - 住居数: 9,924軒 - 住居密度: 583.2軒/km2（1,510.5軒/mi2） 人種別人口構成 - 白人: 59.1% - アフリカン・アメリカン: 1.4% - ネイティブ・アメリカン: 1.1% - アジア人: 2.8% - 太平洋諸島系: 0.2% - その他の人種: 30.0% - 混血: 5.4% - ヒスパニック・ラテン系: 55.1% 年齢別人口構成 - 18歳未満: 34.6% - 18-24歳: 9.5% - 25-44歳: 33.8% - 45-64歳: 15.8% - 65歳以上: 6.3% - 年齢の中央値: 29歳 - 性比（女性100人あたり男性の人口） - 総人口: 101.9 - 18歳以上: 98.5 | 世帯と家族（対世帯数） - 18歳未満の子供がいる: 52.2% - 結婚・同居している夫婦: 65.3% - 未婚・離婚・死別女性が世帯主: 12.2% - 非家族世帯: 17.2% - 単身世帯: 12.7% - 65歳以上の老人1人暮らし: 4.7% - 平均構成人数 - 世帯: 3.52人 - 家族: 3.82人 収入と家計（2007年推計） - 収入の中央値 - 世帯: 56,104米ドル - 家族: 57,494米ドル - 性別 - 男性: 41,971米ドル - 女性: 28,277 米ドル - 人口1人あたり収入: 18,857米ドル - 貧困線以下 - 対人口: 9.5% - 対家族数: 6.9% - 18歳未満: 10.2% - 65歳以上: 7.0% |

## 政治

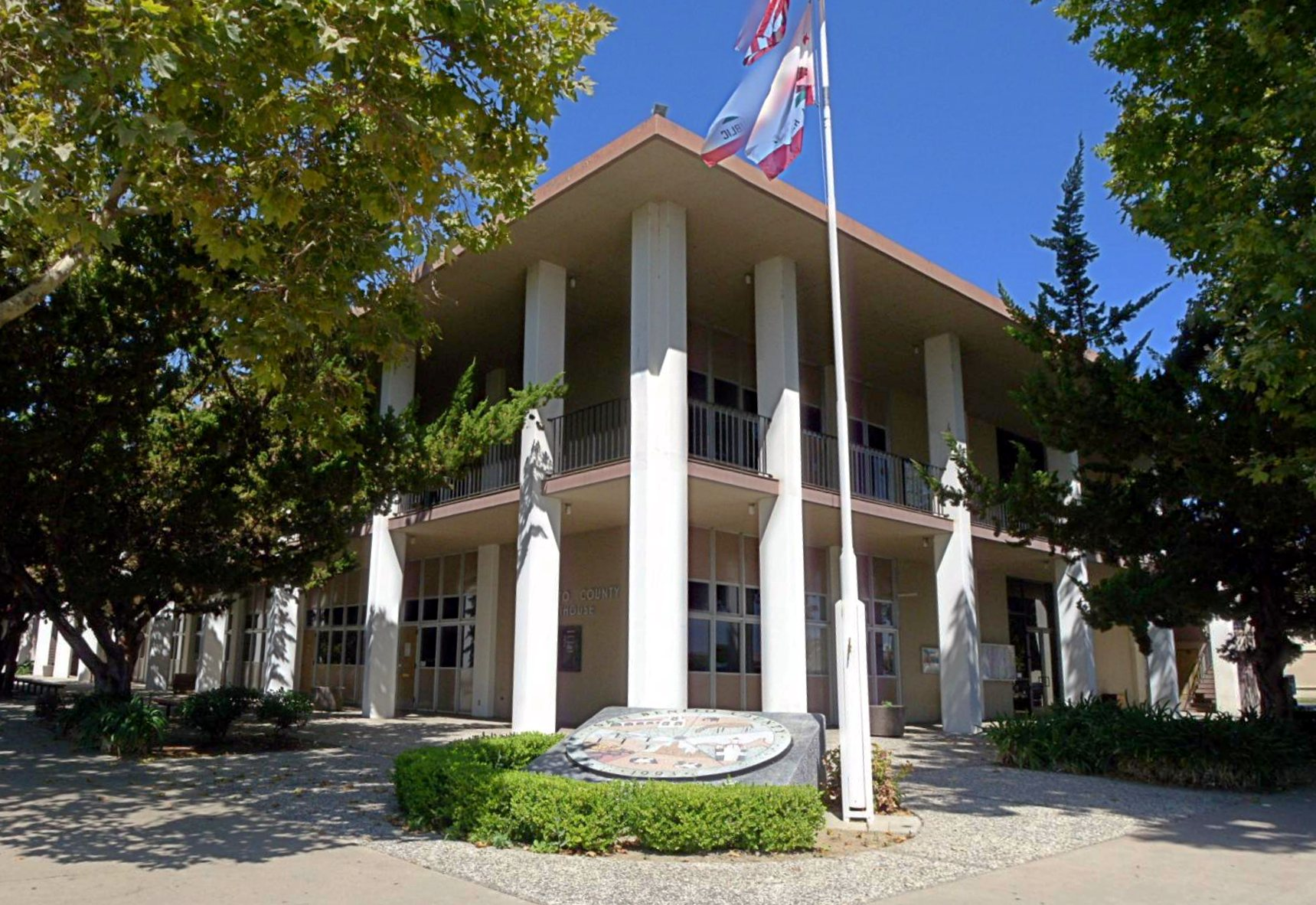
ホリスター市内にあるサンベニト郡庁舎など郡事務所

カリフォルニア州議会では、上院の第12および下院の第28選挙区に属している。連邦議会下院ではカリフォルニア州第17選挙区に属し、クック投票動向指数では民主党+17となっている。2010年時点で州上院議員は共和党議員が、その他は民主党議員が務めている。

## メディア

### 印刷物
ホリスターでは地元新聞が2紙あり、どちらもギルロイに本拠を置くメインストリート・メディア・グループが発行している。
- ホリスター・フリーランス、毎週火曜日に発行され、地元のニュースやAP通信の全国記事を掲載している。
- ザ・ピナクル、毎週金曜日に発行
- サンフアン・スター、月刊誌、サンベニト郡の地方ニュースを掲載

### 放送
下記のラジオ局はホリスターで免許を得ている。
- KMPG、1520 AM 日中、地域メキシコ音楽を放送
- KHRI、90.7 FM、当代クリスチャン音楽を流すAir 1の傘下
- KXSM、93.5 FM、地域メキシコ音楽を放送
- K206BQ、89.1 FM、KUSPの再放送
- K265DG、100.9 FMKPRC-FMの再放送

## インフラ

### 交通

#### 主要高規格道路
- カリフォルニア州道25号線、北西のギルロイから南東のピナクルズ国立保護区やコーリンガ（カリフォルニア州道198号線経由）に走る。ホリスター市内のカリフォルニア州道25号線は1984年まで州法によってカリフォルニア州道180号線と指定されていた[3]。
- カリフォルニア州道156号線、西のモンテレー湾から北東のセントラルバレーにあるロスバノス（カリフォルニア州道152号線経由）に走る。

#### 公共交通
サンベニト郡急行がホリスター市内と郡北部の都市間輸送バス便を運行している。その範囲はサンフアンバウティスタや北のサンタクララ郡ギルロイまで及んでいる。地域便はオンデマンドや中間的交通サービスによっている。

#### 空港
ホリスター市民空港は一般用途空港施設である。

### 医療
カリフォルニア州全州健康計画開発事務所が2006年8月22日に、ホリスターにある基本救急医療を備えた総合救急処置病院として、「ヘイゼル・ホーキンス記念病院」を指定している。この施設はカリフォルニア州第8健康サービス地域にあり、座標は北緯36度50分02秒 西経121度23分10秒 / 北緯36.83389度 西経121.38611度である。ホリスター市は伝説的な3等衛生下士官ジェフリー・S・ハギンスの出身地でもある。ハギンスは現在、キャンプ・ペンドルトンの第1海兵師団司令部大隊救護所に勤務している。イラクからは2009年初期に帰還した。

## モーターサイクル・ラリー

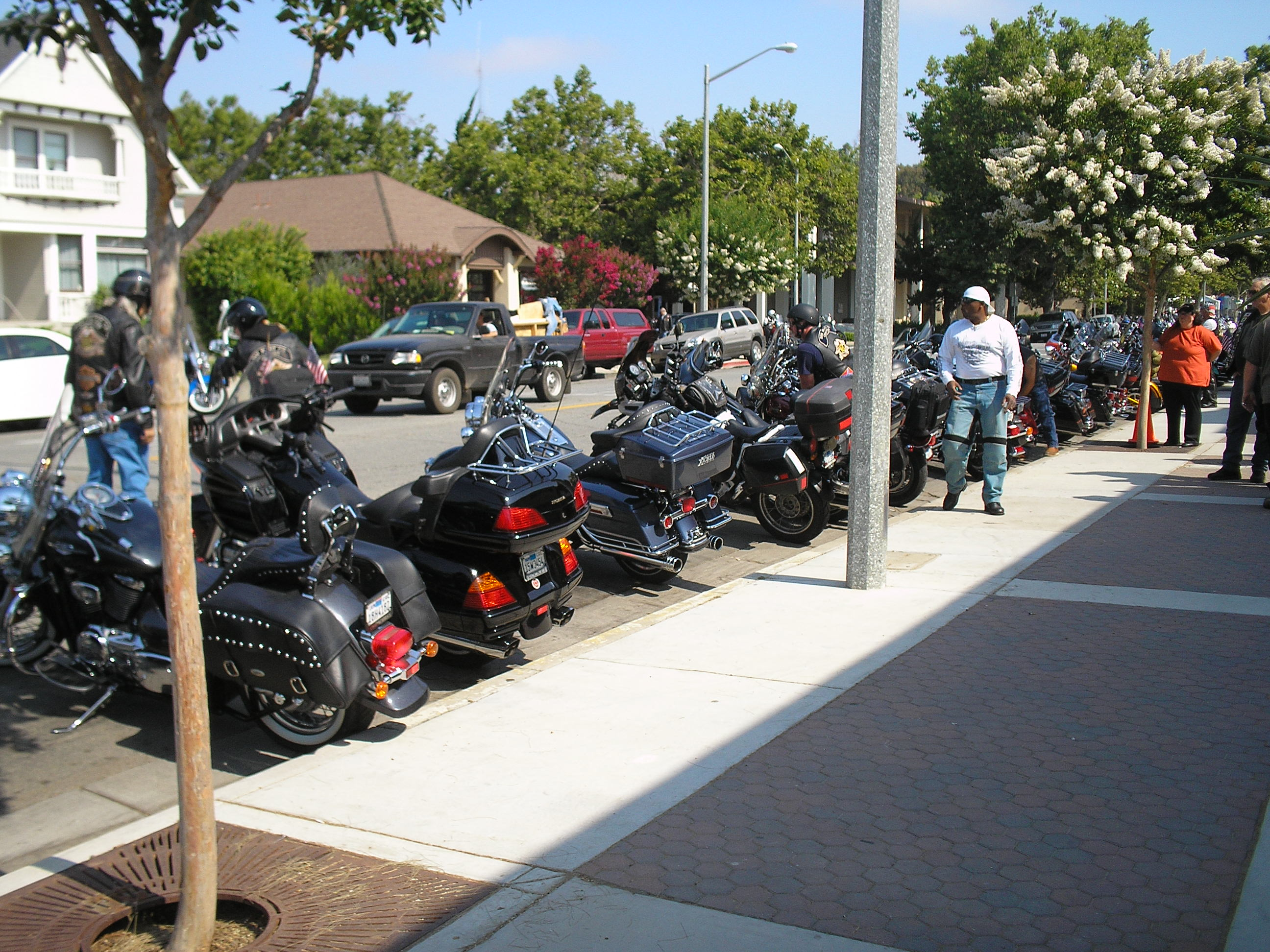
2008年ホリスター・モーターサイクル・ラリーに集まったオートバイ

ホリスター市は1947年以来毎年7月4日頃にモーターサイクル・ラリーを開催している。1947年に起こった暴走族の暴動は1954年の映画『乱暴者』（あばれもの）の題材になった。このラリーは1997年に現在のスタイルになり、ホリスター・インデペンデント・ラリーと呼ばれている。2010年にはラリーが企画されていないが、トップ・ハッターズ・モーターサイクル・クラブが組織するポーカーランだけは行われた。ホリスターは州全体にある同クラブの母支部である。
2005年ホリスター市制委員会は財政と公衆安全問題のために、行事の企画者であるホリスター・インデペンデント・ラリー委員会との契約を打ち切った。この行事は安全確保のための予算不足で2006年に中止されたが、2007年には再開された。2007年ラリーの形式はそれまでのラリーとは大きく異なり、オートバイの代わりにサンベニト通りに屋台が出店された。オートバイは側道への駐車を強制され、中心街の全地域が午後9時には閉鎖されて厳密な外出禁止令が課された。
行事のプロモーターであるホースパワー・プロモーションに拠れば、2009年のホリスター・ラリーはホリスター市の後援が無く、中止された。これにも拘わらず、オートバイ乗り達は屋台や後援者、組織された行事がないとしても毎年7月4日にホリスターに集まり続けている。
オートバイ乗り達との長い歴史の故に、ホリスターは「アメリカのオートバイ乗りの誕生地」と考えられている。

## 姉妹都市
- 日本、兵庫県、滝野町、現在は加東市